# Rally de Ourense de 1979
El Rally de Ourense de 1979, oficialmente 12.º Rally de Ourense, fue la duodécima edición, la décima cita de la temporada 1979 del Campeonato de España de Rally, la vigesimoséptima del Campeonato de Europa de Rally y del Campeonato de Galicia de Rally. Fue también puntuable para la Copa de Damas, el Desafío Simca-Chrysler, el Trofeo SEAT, la Challenge Cobie-Rallyes, la Challenge Michelín, la Challenge Cibié, la Challenge CS y Premios Firestone. Se celebró del 22 al 24 de junio y contó con un itinerario de veinticuatro tramos que sumaban un total de 196 km cronometrados.

## Itinerario
| Día   | Tramo | Nombre                 | Distancia | Hora  | Ganador            |
| ----- | ----- | ---------------------- | --------- | ----- | ------------------ |
| Día 1 | TC1   | Outumuro-Villavidal    | 4.60 km   | 17:51 | Beny Fernández     |
| Día 1 | TC2   | Bande-Lobera           | 7.60 km   | 18:36 | Beny Fernández     |
| Día 1 | TC3   | Puente Linares-Bande   | 12.00 km  | 19:37 | Jorge de Bagration |
| Día 1 | TC4   | Bande-Outeiro de Águas | 19.57 km  | 19:57 | Jorge de Bagration |
| Día 2 | TC5   | Trasalva               | 4.10 km   | 00:24 | Jorge de Bagration |
| Día 2 | TC6   | Parada-Maside          | 8.50 km   | 00:39 | Beny Fernández     |
| Día 2 | TC7   | Cameixa-Albarellos 1   | 5.80 km   | 01:14 | Beny Fernández     |
| Día 2 | TC8   | Beresmo 1              | 11.00 km  | 01:27 | Jorge de Bagration |
| Día 2 | TC9   | Avion-Beiro 1          | 13.20 km  | 01:45 | Jorge de Bagration |
| Día 2 | TC10  | Cenile                 | 4.60 km   | 02:18 | Jorge de Bagration |
| Día 2 | TC11  | Cabanelas 1            | 6.80 km   | 02:45 | Jorge de Bagration |
| Día 2 | TC12  | Cameixa-Albarellos 2   | 5.80 km   | 03:13 | Jorge de Bagration |
| Día 2 | TC13  | Beresmo 2              | 11.00 km  | 03:26 | Jorge de Bagration |
| Día 2 | TC14  | Avion-Beiro 2          | 13.20 km  | 03:44 | Jorge de Bagration |
| Día 2 | TC15  | Cabanelas 2            | 6.80 km   | 04:15 | Jorge de Bagration |
| Día 2 | TC16  | Castro de Beiro        | 6.00 km   | 05:00 | Jorge de Bagration |
| Día 2 | TC17  | La Peroja              | 5.60 km   | 09:23 | Jorge de Bagration |
| Día 2 | TC18  | Chantada               | 4.70 km   | 10:28 | Jorge de Bagration |
| Día 2 | TC19  | Almorfe-Luintra        | 8.30 km   | 11:26 | Ricardo Muñoz      |
| Día 2 | TC20  | Baldrey                | 3.40 km   | 12:13 | Jorge de Bagration |
| Día 2 | TC21  | La Teijeira            | 9.50 km   | 12:46 | Ricardo Muñoz      |
| Día 2 | TC22  | San Martino            | 9.00 km   | 13:06 | Jorge de Bagration |
| Día 2 | TC23  | San Fiz                | 5.50 km   | 13:30 | Jorge de Bagration |
| Día 2 | TC24  | Maceda-Santa Marina    | 10.00 km  | 14:26 | Ricardo Muñoz      |

## Clasificación final
| Pos. | Piloto             | Copiloto                   | Automóvil                  | Tiempo  | Diferencia |
| ---- | ------------------ | -------------------------- | -------------------------- | ------- | ---------- |
| 1.   | Jorge de Bagration | Nuria Llopis               | Lancia Stratos HF          | 2:10:55 | 0.0        |
| 2.   | Ricardo Muñoz      | David García               | Porsche 911                | 2:18:20 | +7:25      |
| 3.   | Genito Ortiz       | María Jesús Cabal          | Simca 1200 TI              | 2:19:17 | +8:22      |
| 4.   | José Luis Sallent  | Francisco Xavier Casanovas | Opel Kadett GT/E           | 2:21:07 | +10:12     |
| 5.   | Pablo de Sousa     | Antonio Boto               | SEAT 124-1800              | 2:22:01 | +11:06     |
| 6.   | José Gonçalves     | Miguel Oliveira            | Porsche 911 Carrera RS 2.8 | 2:23:14 | +12:19     |
| 7.   | Antonio Díaz       | José Luis Sala             | SEAT 124-1800              | 2:24:05 | +13:10     |
| 8.   | Manuel Juncosa     | Sigfrid Correal            | Simca 1200 TI              | 2:25:27 | +14:32     |
| 9.   | Joan Franquesa     | Rafael Pinedo              | SEAT 124-1800              | 2:27:22 | +16:27     |
| 10.  | Juan Luis Paradela | R. García                  | SEAT 124-1800              | 2:28:39 | +17:44     |